# Johanna Spyri
Johanna Spyri (née Johanna Heusser le 12 juin 1827 à Hirzel, canton de Zurich et morte le 7 juillet 1901 à Zurich) est une femme de lettres suisse alémanique, auteur d'histoires pour enfants et créatrice du personnage de Heidi.

## Biographie
Johanna Spyri est la quatrième d'une famille de six enfants. Son père, Johann Jakob Heusser (1783-1859), est médecin, chirurgien et soigne les malades mentaux. Sa mère, Meta Schweizer (1797-1876), est la fille de Diethelm Schweizer, pasteur de Hirzel, compositeur de cantiques et écrivain.
Johanna suit sa scolarité primaire à Hirzel et reçoit des cours particuliers du pasteur Salomon Tobler à la cure, entre 1833 et 1841. De 1841 à 1843, elle poursuit sa formation à Zurich. Elle y apprend notamment les langues modernes et le piano. C'est à cette époque qu'elle se lie d'amitié avec la peintre suisse Anna Susanna Fries (de) (1827-1901), qui fait son portrait en 1848, et des frère et sœur écrivains Conrad Ferdinand Meyer et Betsy Meyer (de).
De 1844 à 1845, elle habite à Yverdon-les-Bains, une commune de suisse romande.
De retour à Hirzel, entre 1845 et 1852, elle aide sa mère à élever ses deux jeunes sœurs. Elle devient alors une lectrice acharnée, tout particulièrement de Goethe et d'Annette von Droste-Hülshoff. Elle essaie alors de se séparer de la vision du monde particulièrement pieuse que lui avait transmise sa mère et apprend à connaître Heinrich Leuthold, un jeune écrivain révolutionnaire d'esprit. Elle passera de nombreux étés dans la région de Coire dans le canton des Grisons, en particulier à Jenins et Maienfeld, qui devinrent les lieux où se déroule l'histoire de Heidi.
En 1852, elle épouse Johann Bernhard Spyri, avocat puis chancelier de la ville de Zurich. Ils ont un fils unique, Bernhard. Son mari et son fils meurent tous deux en 1884. Elle se consacre alors à son travail littéraire et aux œuvres charitables.
Elle meurt en 1901 à l'âge de 74 ans. Sa dépouille est inhumée au cimetière de Sihlfeld (de) à Zurich.
Selon les archivistes de la ville de Montreux, il semblerait que Johanna Spyri ait aussi séjourné, dans une maison toujours existante aujourd'hui, qu'elle décrit dans un de ses livres, et qui correspond de nos jours à la rue de la gare 23.

## Œuvre
De 1871 jusqu'à sa mort, elle publie 31 livres, 27 livres d'histoires et 4 brochures, des contes, dont l'histoire de la jeune fillette Heidi, en deux volumes publiés en 1880 et 1881, mondialement connue et traduite en plus de cinquante langues, fait partie des plus célèbres récits de la littérature d'enfance et de jeunesse.
Liste non exhaustive des œuvres de Johanna Spyri:
- 1871 : Ein Blatt auf Vronys Grab (Erzählung), (Une feuille sur la tombe de Vrony (conte) ;
- 1878 : Heimatlos (Waisengeschichten) (Sans patrie (Histoires d'orphelins)) ;
- 1880 : Heidis Lehr- und Wanderjahre (L'apprentissage et les années de voyage de Heidi) ;
- 1881 : Heidi kann brauchen, was es gelernt hat (Heidi peut utiliser ce qu'elle a appris) ;
- 1883 : Wo Gritlis Kinder hingekommen sind (Où sont allés les enfants de Gritli) ;
- 1884 : Gritlis Kinder kommen weiter (Les enfants de Gritli avancent) ;
- 1887 : Moni der Geissbub (Erzählung) (Moni le chevrier (conte)) ;

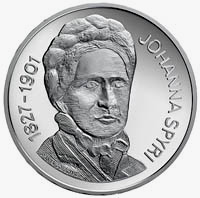
Pièce de monnaie commémorative suisse de 20 francs (2001).

- 1888 : Artur und Squirrel.

## Reconnaissance
À l'occasion du 100e anniversaire de sa mort, une pièce de monnaie commémorative suisse lui est dédiée et un timbre en 1951.

## Galerie

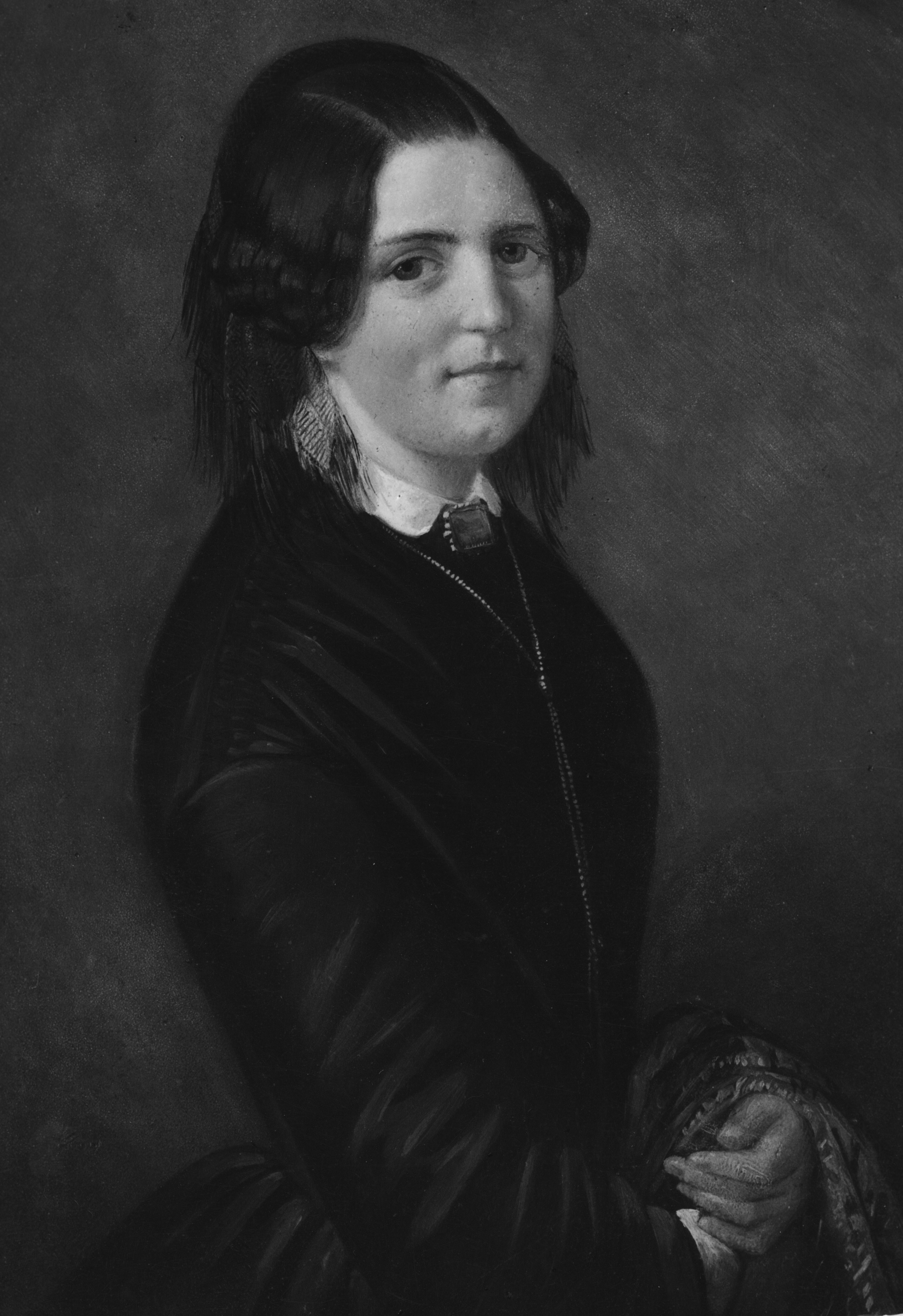
Johanna Spyri en 1848, âgée de 21 ans, huile sur toile de Anna Susanna Fries (de), 28 × 34 cm, collection privée.
Johanna Spyri vers 1870-1879 (entre 40 et 50 ans), photographiée par Johannes Ganz, Bibliothèque centrale de Zurich.